# Västerlånggatan 7
| Västerlånggatan 7 år 1896 respektive 2020. |  | Västerlånggatan 7 år 1896 respektive 2020. |
| Västerlånggatan 7 år 1896 respektive 2020. |  |                                            |

Västerlånggatan 7 är en byggnad i kvarteret Neptunus större i Gamla stan i Stockholm. Huset uppfördes mellan 1740 och 1759 och är skyddat som byggnadsminne sedan 1971.

## Historik

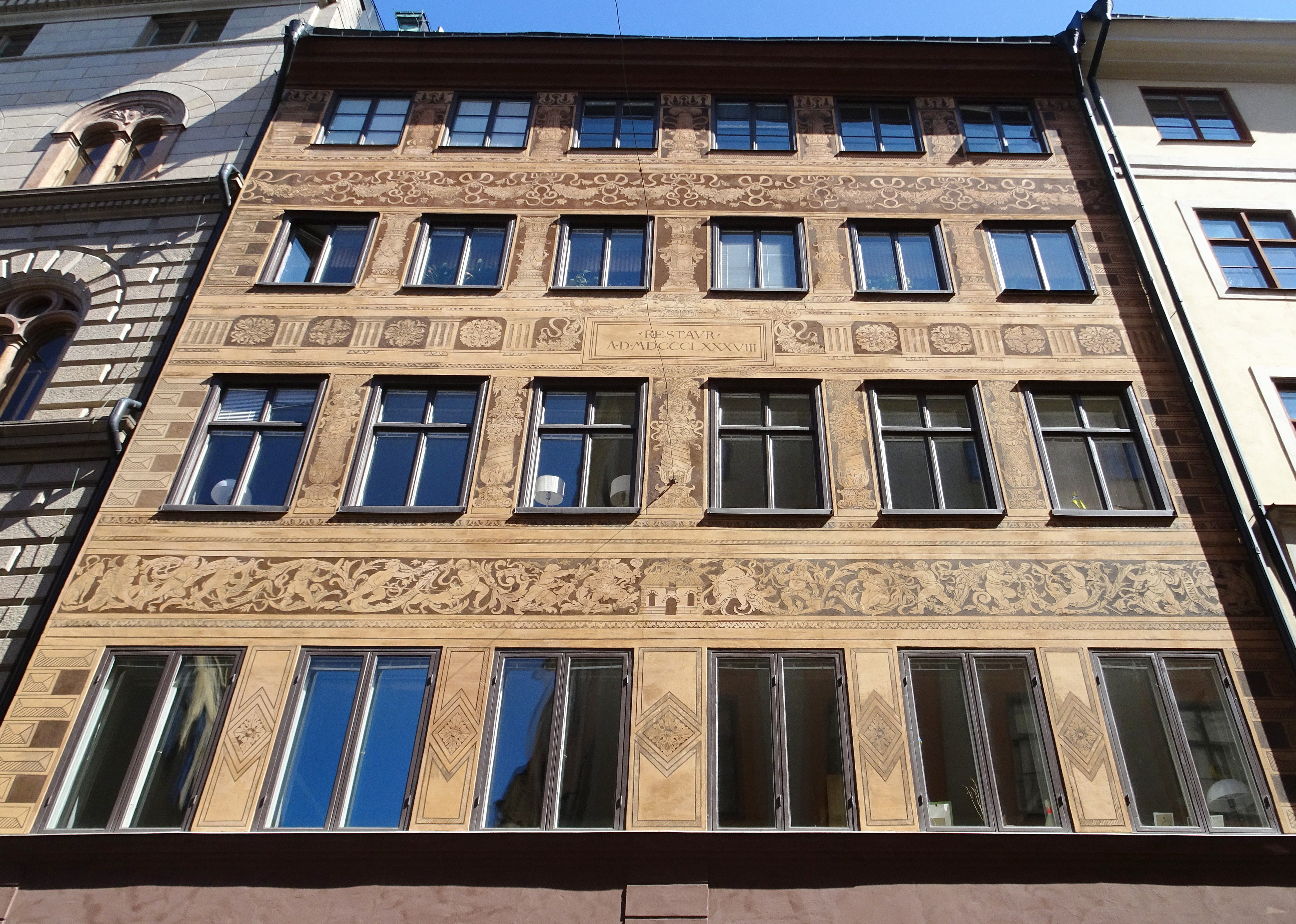
Fasaden mot Västerlånggatan, 2020.

Huvuddelen av husen i det långsmala kvarteret längs Västerlånggatan är uppförda under 1600-talet och har medeltida rester i källarvalv och grundmurar. Redan under sen medeltid fanns här verksamheter som smedjor, skrädderi, skomakeri och sämskmakeri. Från slutet av 1600-talet och under 1700-talet ägdes husen mestadels av handelsmän som hade sin bostad i de övre våningarna och bedrev handel i bodarna utmed gatan. Mantalslängder och brandförsäkringsprotokoll berättar att guldsmeder, perukmakare och sockerbagare var verksamma här.
Huset vid Västerlånggatan 7 (dåvarande Stads Smedje gatan) ligger på den ursprungliga tomten nr 4 som sträcker sig genom kvarteret till Prästgatan 6. Byggnaden uppfördes på 1700-talets mitt och fick sitt nuvarande utseende 1888 när försäkringsbolaget Skandia övertog fastigheten. Bolaget hade då sina lokaler i det nybyggda grannhuset mot Mynttorget (se Skandiahuset, Mynttorget). När verksamheten expanderade köptes samtliga fastigheter i kvarteret, så även Västerlånggatan 7.
I samband med förvärvet ombyggdes huset och fick en nyrenässansfasad med sgraffitodekoration ritad av arkitekt Agi Lindegren. Arkitekten syns själv bland alla putti (med passare i handen och initialerna "AL" på armbindeln) i bandet mellan våning 2 och 3. Årtalet MDCCCLXXXVIII (1888) anges på fasadens mitt, i bandet mellan våning 3 och 4. Mot Prästgatan bevarar fasaden dock sitt ursprungliga utseende från 1700-talet. 1966 köptes hela kvarteret av Byggnadsstyrelsen och inhyser idag lokaler för Riksdagen.

## Bilder

Fasadutsmyckning mot Västerlånggatan
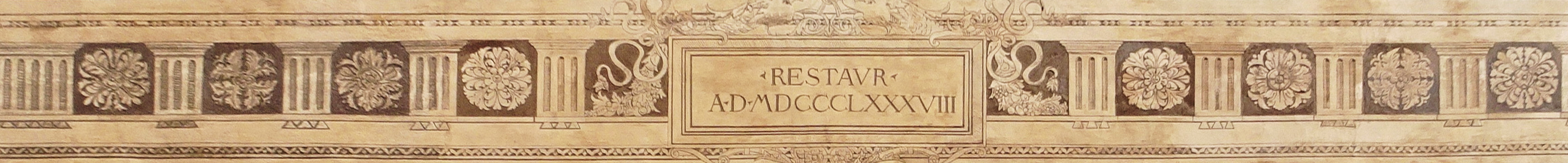
Sgraffitomålning mellan våning 3 och 4 (MDCCCLXXXVIII = 1888).
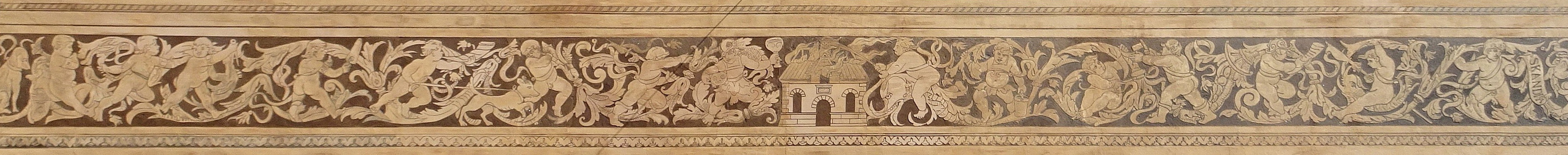
Sgraffitomålning mellan våning 2 och 3.